# Laslo Djere
Laslo Djere, ook gespeld als Laslo Đere (Senta, 2 juni 1995) is een Servisch tennisspeler. In zijn carrière won hij twee ATP-toernooien in het enkelspel. Ook won hij één challengertoernooi in het enkelspel. In 2016 nam hij op Roland Garros voor het eerst deel aan een grandslamtoernooi.

## Palmares
| Legenda                       | Legenda               |
| ----------------------------- | --------------------- |
| Grand Slam                    |                       |
| Olympische Spelen             |                       |
| tot 2009                      | vanaf 2009            |
| Tennis Masters Cup            | ATP Finals            |
| ATP Masters Series            | ATP Tour Masters 1000 |
| ATP International Series Gold | ATP Tour 500          |
| ATP International Series      | ATP Tour 250          |

### Enkelspel
| Nr.                  | Datum            | Toernooi           | Ondergrond | Tegenstander in finale  | Score            | Details |
| -------------------- | ---------------- | ------------------ | ---------- | ----------------------- | ---------------- | ------- |
| Gewonnen finales     |                  |                    |            |                         |                  |         |
| 1.                   | 24 februari 2019 | ATP Rio de Janeiro | Gravel     | Félix Auger-Aliassime   | 6-3, 7-5         | Details |
| 2.                   | 18 oktober 2020  | ATP Cagliari       | Gravel     | Marco Cecchinato        | 7-6(3), 7-5      | Details |
| Verloren finales     |                  |                    |            |                         |                  |         |
| 1.                   | 11 april 2021    | ATP Cagliari       | Gravel     | Lorenzo Sonego          | 6-2, 6-7(5), 4-6 | Details |
| 2.                   | 27 augustus 2022 | ATP Winston-Salem  | Hardcourt  | Adrian Mannarino        | 6–7(1), 4–6      | Details |
| 3.                   | 30 juli 2023     | ATP Hamburg        | Gravel     | Alexander Zverev        | 5–7, 3–6         | Details |
| Gewonnen challengers |                  |                    |            |                         |                  |         |
| 1.                   | 16 juli 2017     | Perugia            | Gravel     | Daniel Muñoz de la Nava | 7-6(2), 6-4      |         |

## Resultaten grote toernooien
| Legenda | Legenda                          |
| ------- | -------------------------------- |
| g.t.    | geen toernooi gehouden           |
| l.c.    | lagere categorie                 |
| –       | niet deelgenomen                 |
| G       | uitgeschakeld in de groepsfase   |
| 1R      | uitgeschakeld in de eerste ronde |
| 2R      | uitgeschakeld in de tweede ronde |
| 3R      | uitgeschakeld in de derde ronde  |
| 4R      | uitgeschakeld in de vierde ronde |
| KF      | uitgeschakeld in de kwartfinale  |
| HF      | uitgeschakeld in de halve finale |
| F       | de finale verloren               |
| W       | het toernooi gewonnen            |
| w-v     | winst/verlies-balans             |

### Enkelspel
| grandslamtoernooien  |     |      |      |      |      |      |      |
| Australian Open      | –   | 1R   | 1R   | 1R   | 1R   | 1R   | 2R   |
| Roland Garros        | 1R  | 1R   | 3R   | 1R   | 3R   | 2R   | 1R   |
| Wimbledon            | –   | 1R   | 2R   | g.t. | 2R   | 1R   | 3R   |
| US Open              | –   | 2R   | 1R   | 1R   | 1R   | 1R   |      |
| ATP Masters 1000     |     |      |      |      |      |      |      |
| Indian Wells         | –   | 1R   | 3R   | g.t. | 1R   | 2R   | 1R   |
| Miami                | –   | –    | –    | g.t. | 2R   | 1R   | 2R   |
| Monte Carlo          | –   | –    | 1R   | g.t. | 1R   | 3R   | 1R   |
| Madrid               | –   | –    | 3R   | g.t. | –    | –    | 1R   |
| Rome                 | –   | –    | 2R   | –    | 1R   | 2R   | 4R   |
| Montreal/Toronto     | –   | –    | 1R   | g.t. | –    | –    | –    |
| Cincinnati           | –   | –    | 1R   | –    | 1R   | –    | –    |
| Shanghai             | –   | –    | –    | g.t. | g.t. | g.t. |      |
| Parijs               | –   | –    | 1R   | 1R   | 1R   | –    |      |
| olympisch            |     |      |      |      |      |      |      |
| Olympische Spelen    | –   | g.t. | g.t. | g.t. | –    | g.t. | g.t. |
| statistieken         |     |      |      |      |      |      |      |
| totaal aantal titels | 0   | 0    | 1    | 1    | 0    | 0    | 0    |
| eindejaarsranking    | 185 | 93   | 38   | 57   | 52   | 70   |      |

### Dubbelspel
| grandslamtoernooien  |      |      |      |      |      |      |
| Australian Open      | –    | 1R   | 2R   | 1R   |      |      |
| Roland Garros        | –    | –    | –    | –    | –    |      |
| Wimbledon            | 1R   | g.t. | 1R   | 1R   | 1R   |      |
| US Open              | 1R   | –    | 1R   | –    |      |      |
| ATP Masters 1000     |      |      |      |      |      |      |
| Indian Wells         | –    | g.t. | –    | –    | –    |      |
| Miami                | –    | g.t. | –    | 1R   | –    |      |
| Monte Carlo          | 1R   | g.t. | –    | –    | –    |      |
| Madrid               | –    | g.t. | –    | –    | –    |      |
| Rome                 | –    | –    | –    | –    | –    |      |
| Montreal/Toronto     | 1R   | g.t. | –    | –    | –    |      |
| Cincinnati           | 1R   | –    | –    | –    | –    |      |
| Shanghai             | –    | g.t. | g.t. | g.t. |      |      |
| Parijs               | –    | 1R   | –    | –    |      |      |
| olympisch            |      |      |      |      |      |      |
| Olympische Spelen    | g.t. | g.t. | –    | g.t. | g.t. | g.t. |
| statistieken         |      |      |      |      |      |      |
| totaal aantal titels | 0    | 0    | 0    | 0    | 0    |      |
| eindejaarsranking    | —    | —    | 354  | —    |      |      |